# Bizarre Creations
Bizarre Creations —  британская студия, разработчик компьютерных игр, располагавшаяся в городе Ливерпуль. Основана в 1988 году как частная независимая компания. Специализировалась на гоночных играх, таких как Metropolis Street Racer для игровой консоли Dreamcast и серия Project Gotham Racing, которая была выпущена для Xbox и Xbox 360. Компания также разработала ряд других эксклюзивных и мультиплатформенных проектов, например, серию Geometry Wars и шутеры от третьего лица Fur Fighters и The Club. В 2007 году Bizarre Creations была приобретена компанией Activision и в мае 2010 года выпустила гоночную игру Blur. В 2011 году закрыта.

## История
Изначально штат Bizarre Creations составлял пять человек, работающих над концепцией проекта под названием 'Slaughter'. После ознакомления с демоверсией проекта, компания SCE Studio Liverpool подписала с Bizarre Creations договор о развитии игры Formula 1 для PlayStation. Formula 1 стала самой продаваемой игрой в Европе в 1996 году.
В 2006 студия объявила отход от обычной гоночной темы. The Club — это шутер от третьего лица, выпущенный 7 февраля 2008 года.
26 сентября 2007 года Activision приобрела Bizarre Creations. Было заявлено, что Project Gotham Racing 4 будет последней игрой, созданной для филиала Microsoft Microsoft Game Studios, который владеет правами на бренд Project Gotham Racing, так что будущие релизы в серии не будут разработаны Bizarre Creations.
16 ноября 2010 Activision объявила, что рассматривает закрытие разработчика и «исследует все возможные варианты относительно будущего студии, включая её потенциальную продажу.»
20 января 2011 Activision объявила, что не смогла найти покупателей для Bizzare Creations, и решила закрыть студию.
Спустя неделю после своего увольнения разработчики основали собственную компанию со штаб-квартирой в северо-западной Англии. У руля новоиспеченной Lucid Games встал менеджер Bizarre Creations Пит Уоллэс (Pete Wallace).

## Разработанные игры
- Blood Stone — ПК (Windows), Xbox 360, PlayStation 3 (2010)[5][6]
- Blur — ПК (Windows), Xbox 360, PlayStation 3 (2010)
- Geometry Wars: Touch — iOS4 (via App Store) (2010)
- Geometry Wars: Retro Evolved 2 — Xbox Live Arcade (2008)
- The Club — Xbox 360, PlayStation 3, ПК (Windows) (2008)
- Geometry Wars: Galaxies — Nintendo DS, Wii (2007)
- Project Gotham Racing 4 — Xbox 360 (2007)
- Boom Boom Rocket — Xbox Live Arcade (2007)
- Geometry Wars: Retro Evolved — Xbox Live Arcade (2005), ПК (Windows) (2007)
- Project Gotham Racing 3 — Xbox 360 (2005)
- Project Gotham Racing 2 — Xbox (2003)
- Treasure Planet — PlayStation 2, Game Boy Advance (2002)
- Project Gotham Racing — Xbox (2001)
- Fur Fighters: Viggo’s Revenge — PlayStation 2 (2001)
- Fur Fighters — ПК (Windows), Dreamcast (2000)
- Metropolis Street Racer — Dreamcast (2000)
- Formula 1 97 / Formula One: Championship Edition — ПК (Windows), PlayStation (1997)
- Formula 1 — ПК (Windows), PlayStation (1996)
- Wiz 'n' Liz — Amiga, Mega Drive (1993)
- The Killing Game Show / Fatal Rewind — Amiga (1990), Atari ST (1990), Mega Drive (1991)